# Clusia schultesii
Clusia schultesii är en tvåhjärtbladig växtart som beskrevs av Bassett Maguire. Clusia schultesii ingår i släktet Clusia och familjen Clusiaceae. Inga underarter finns listade i Catalogue of Life.